# Guitariste

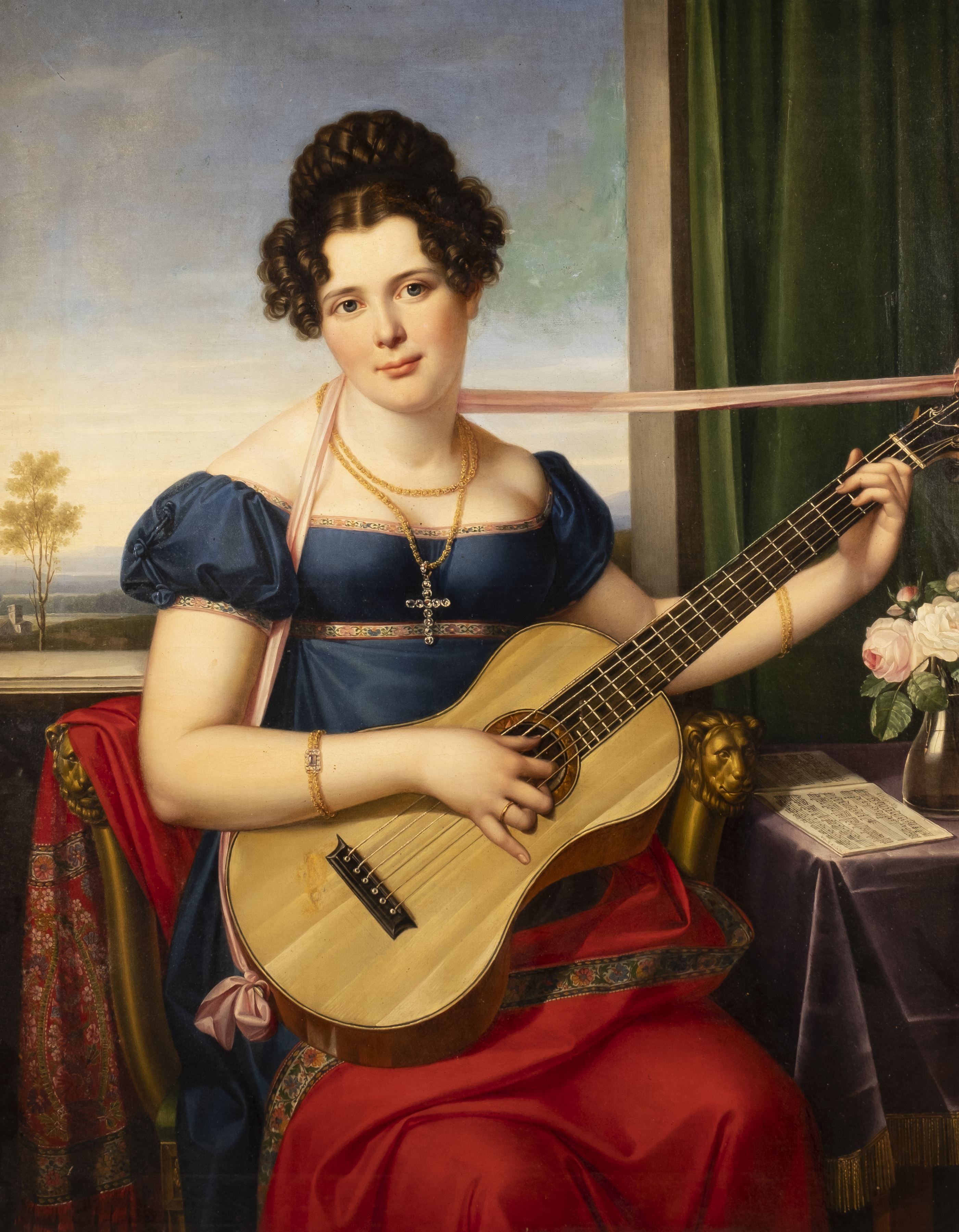
Jeune dame jouant de la guitare, tableau attribué à Julie Volpelière, collection particulière.

Un guitariste est un musicien jouant de la guitare. Cet instrument est utilisé dans de nombreux styles comme la musique de la Renaissance, la musique baroque, la musique classique, le flamenco, le jazz, le blues, la country, le folk, la samba, la bossa nova, le rock, le funk ou le metal.

### Articles liés
- Guitare
- Bassiste
- Guitar hero